# برایان مالرونی
برایان مالرونی (انگلیسی: Brian Mulroney؛ زاده ۲۰ مارس ۱۹۳۹ – درگذشته ۲۹ فوریهٔ ۲۰۲۴) یک سیاست‌مدار اهل کانادا بود. وی از ۱۷ سپتامبر ۱۹۸۴ تا ۲۵ ژوئن ۱۹۹۳ نخست‌وزیر این کشور بود.
برایان مالرونی در ۲۹ فوریه ۲۰۲۴، در سن ۸۴ سالگی درگذشت.